# Clusia radicans
Clusia radicans är en tvåhjärtbladig växtart som beskrevs av Pav., Jules Émile Planchon och Triana. Clusia radicans ingår i släktet Clusia och familjen Clusiaceae. Inga underarter finns listade i Catalogue of Life.